# Atlanta (Missouri)
Atlanta is een plaats (city) in de Amerikaanse staat Missouri en valt bestuurlijk gezien onder Macon County.

## Demografie
Bij de volkstelling in 2000 werd het aantal inwoners vastgesteld op 450.
In 2006 is het aantal inwoners door het United States Census Bureau geschat op 453, een stijging van 3 (0,7%).

## Geografie
Volgens het United States Census Bureau beslaat de plaats een oppervlakte van
0,9 km², geheel bestaande uit land. Atlanta ligt op ongeveer 282 m boven zeeniveau.

## Plaatsen in de nabije omgeving
De onderstaande figuur toont nabijgelegen plaatsen in een straal van 20 km rond Atlanta.